# Niszczyciele typu Faulknor
Uzasadnienie: artykuły o tym samym
Niszczyciele typu Faulknor – brytyjskie niszczyciele z okresu I wojny światowej. Pierwotnie okręty zostały zamówione w Wielkiej Brytanii przez rząd Chile jako jednostki typu Almirante Lynch, jednak po wybuchu wojny zostały zarekwirowane i zakupione przez Brytyjczyków. W latach 1912–1915 w stoczni J. Samuel White w Cowes zbudowano cztery okręty tego typu, wcielone do Royal Navy w latach 1914-1915. Trzy z nich po zakończeniu działań wojennych (bez utraconego w bitwie jutlandzkiej HMS „Tipperary”) trafiły do pierwotnego zamawiającego – Armada de Chile. Okręty skreślono z listy floty w 1933 roku.

## Projekt i budowa
Niszczyciele typu Almirante Lynch zostały zamówione przez rząd Chile w Wielkiej Brytanii na początku 1911 roku . W momencie budowy okręty te należały do największych i najsilniej uzbrojonych jednostek tej klasy na świecie . Z zamówionych sześciu niszczycieli tylko dwa zostały ukończone do wybuchu I wojny światowej i odebrane przez Armada de Chile („Almirante Lynch” i „Almirante Condell”); pozostałe cztery zostały zarekwirowane przez rząd brytyjski i wcielone do Royal Navy jako HMS „Faulknor”, HMS „Broke”, HMS „Botha” i HMS „Tipperary” .
Przejęte przez Brytyjczyków niszczyciele (nazwane przewodnikami flotylli typu Faulknor) zostały lekko zmodyfikowane w stosunku do pierwowzoru: zamontowano na nich wyrzutnie torpedowe o kalibrze 533 mm i pojedyncze działko przeciwlotnicze kal. 40 mm (zamiast dwóch karabinów maszynowych kal. 7,7 mm), a większa masa zainstalowanego uzbrojenia spowodowała wzrost wyporności okrętów .
Wszystkie jednostki typu Faulknor zostały zbudowane w brytyjskiej stoczni J. Samuel White w Cowes . Stępki okrętów położono w 1912 roku, a zwodowane zostały w latach 1914-1915 .
| Okręt                                           | Stocznia | Początek budowy  | Wodowanie      | Wejście do służby |
| ----------------------------------------------- | -------- | ---------------- | -------------- | ----------------- |
| HMS „Faulknor” (ex-„Almirante Simpson”)         | White    | luty 1912        | 26 lutego 1914 | sierpień 1914     |
| HMS „Broke” (ex-„Almirante Goñi”)               | White    | październik 1912 | 25 maja 1914   | październik 1914  |
| HMS „Botha” (ex-„Almirante Williams Rebolledo”) | White    | czerwiec 1912    | 2 grudnia 1914 | marzec 1915       |
| HMS „Tipperary” (ex-„Almirante Riveros”)        | White    | 1912             | 5 marca 1915   | maj 1915          |

## Dane taktyczno-techniczne
Okręty były dużymi niszczycielami o długości całkowitej 100,8 metra, szerokości 9,91 metra i zanurzeniu 3,53 metra . Wyporność normalna wynosiła 1610 ton, a pełna 2000 ton . Siłownie okrętów stanowiły trzy zestawy turbin parowych systemu Parsonsa o łącznej mocy 30 000 KM, do których parę dostarczało sześć kotłów White-Forster . Prędkość maksymalna napędzanych trzema śrubami okrętów wynosiła 31 węzłów . Okręty zabierały zapas 433 ton węgla i 83 tony paliwa płynnego . 
Na uzbrojenie artyleryjskie okrętów składało się sześć pojedynczych dział kalibru 102 mm (4 cale) Armstrong L/40, pojedyncze działko przeciwlotnicze Vickers kal. 40 mm Mark II L/39 i dwa pojedyncze karabiny maszynowe kal. 7,7 mm L/94 . Broń torpedową stanowiły cztery wyrzutnie kal. 533 mm (21 cali) .
Załoga pojedynczego okrętu składała się z 197 oficerów, podoficerów i marynarzy .

## Służba
Cztery chilijskie niszczyciele typu Almirante Lynch, będące w trakcie prac wyposażeniowych, zostały na początku wojny zakupione przez rząd brytyjski i weszły do służby w Royal Navy w latach 1914-1915, jako „Faulknor” (ex-„Almirante Simpson”), „Broke” (ex-„Almirante Goñi”), „Botha” (ex-„Almirante Williams Rebolledo”) i „Tipperary” (ex-„Almirante Riveros”) . „Faulknor”, „Broke” i „Tipperary” wzięły udział w bitwie jutlandzkiej, podczas której „Broke” doznał ciężkich uszkodzeń, a „Tipperary” został zatopiony. W latach 1918–1919 okręty poddano modernizacji: zdemontowano cztery pojedyncze działa kal. 102 mm, instalując w zamian dwie armaty kal. 120 mm BL Mk I L/45 .
W 1920 roku trzy ocalałe niszczyciele zostały odsprzedane Chile i w maju tego roku weszły do służby w Armada de Chile pod nazwami „Almirante Riveros” (ex-„Faulknor”), „Almirante Uribe” (ex-„Broke”) i „Almirante Williams” (ex-„Botha”), określane od tego momentu w marynarce tego kraju typem Almirante Williams . Jednostki zostały skreślone z listy floty z powodu znacznego zużycia w 1933 roku .